# Trigésimo Séptimo Período Ordinario de la Asamblea General de la Organización de los Estados Americanos
El 37 Período Ordinario de la Asamblea General de la OEA fue realizado en junio de 2007 en la ciudad de Panamá (Panamá); siendo la segunda vez que esta ciudad era sede de la Asamblea General (la primera vez había sido en 1996).
Entre los temas tratados, estuvieron:
- Soberanía de las Islas Malvinas.
- Acceso de Bolivia al mar.
- Homosexualidad en América.[3]
- Lucha contra el narcotráfico y el terrorismo.
- Desarrollo económico de Haití.
- Energía para el desarrollo sostenible.[4]
- Derechos de los indígenas.